# Hospital Santa Clotilde
El Hospital Santa Clotilde es un Hospital situado en la Avenida General Dávila de Santander (Cantabria, España) fundado en 1939 y gestionado por la Orden Hospitalaria de San Juan de Dios. En él trabajan 232 profesionales  y dispone de 136 camas instaladas, 120 de ellas en funcionamiento. 
Según el IEH (Índice de Excelencia Hospitalaria) del año 2017, es el segundo mejor hospital de la comunidad, solo superado por el Hospital Universitario Marqués de Valdecilla.

## Historia
Fue fundado en julio de 1939 como hospital infantil especializado en el tratamiento de poliomielitis y tuberculosis en la Finca de Bella Vista, donada por Clotilde Gallo Díaz de Bustamante (de ahí el nombre), duquesa consorte de Santa Elena. Era su residencia de veraneo. El edificio más antiguo data de 1870. Los primeros pacientes fueron una veintena de niños que vinieron aquí, procedentes del madrileño hospital San Rafael, a pasar el verano.
El Hospital Santa Clotilde pertenece a la Provincia San Juan de Dios de España de la Orden Hospitalaria, una Institución sin ánimo de lucro perteneciente a la Iglesia Católica y dedicada a la atención sanitaria, sociosanitaria, social, docente e investigadora a través de diversos dispositivos, entre los que se incluyen hospitales, centros de salud mental, centros para personas con discapacidad, para personas mayores y para personas en situación de vulnerabilidad y exclusión social.
La Orden Hospitalaria sostiene un modelo de atención integral centrado en la persona asistida y su entorno social y familiar, adaptado a los retos de la sociedad actual, con los objetivos de promocionar y mejorar la salud de las personas y su calidad de vida sin distinción por cuestión de género, creencias u origen, y crear una sociedad más justa y solidaria.  
En España, la Orden Hospitalaria de San Juan de Dios cuenta con una red de 80 centros sanitarios, sociales, sociosanitarios, docentes y de investigación que atienden a casi un millón y medio de personas anualmente. Está integrada por 180 Hermanos, 15.000 profesionales, casi 3.500 voluntarios y numerosos donantes y bienhechores.  
En el mundo, la Orden Hospitalaria está presente en 52 países con 405 centros y fundaciones sociales, sanitarios, docente y de investigación en el mundo, realizando más de 35.000.000 millones de atenciones al año. Esta labor es posible gracias a la implicación de 1.012 Hermanos, 65.000 profesionales y 23.500 voluntarios/as. 
La historia del Hospital se inicia en el año 1938 después de la donación que Dª Clotilde Gallo Díaz de Bustamante, Duquesa consorte de Santa Elena, hizo a la Orden Hospitalaria de San Juan de Dios.
Pasada la Guerra Civil, en 1940 los Hermanos de San Juan de Dios llegan a Santander para hacerse cargo de la casa heredada.
Procedentes del Hospital San Rafael (Madrid) vienen a pasar el periodo estival a Santa Clotilde 20 niños. Este hecho convertirá al centro en Hospital Infantil especializado en procesos de traumatología, poliomielitis y tuberculosis ósea.
En los años 70 se pone en marcha un servicio de cirugía cardiaca y estudios hemodinámicos. De esta forma, el Hospital va desarrollándose como centro médico-quirúrgico.
Desde finales de los años 90 Santa Clotilde se perfila como Hospital de media y larga estancia, especializándose en la atención Geriátrica Integral, y manteniendo la actividad quirúrgica orientada a los procesos de listas de espera.
La actividad principal está concertada con el Servicio Cántabro de Salud, además de colaborar con Entidades Aseguradoras y pacientes del ámbito privado.
En ese proceso algunos hitos aparecen claramente marcados en el tiempo:
La inauguración en 1999 de una nueva ampliación de las instalaciones con la entrada en funcionamiento del hospital de día.
En 1999, tras el derrumbe de parte del edificio de Valdecilla, los hermanos de San Juan de Dios ponen los antiguos quirófanos de Santa Clotilde a disposición de la Comunidad Autónoma
Con la transferencia sanitaria en el año 2001 se profundiza también en la línea de geriatría moderna, marcando ya un perfil estable como hospital geriátrico de media y larga estancia concertado con el Servicio Cántabro de Salud (SCS).
Desde 2010 se siguen mejorando las instalaciones en su interior y también en el exterior del edificio.
Más información: www.hospitalsantaclotilde.es

## Servicios y especialidades
El Hospital Santa Clotilde cuenta con Servicios como: Análisis clínicos, Anatomía patológica, Atención al paciente, Atención psicosocial, Cirugía General, Cuidados paliativos, Daño cerebral, Fisioterapía, Recuperación funcional, Logopedía, Radiodiagnóstico, Servicio de asistencia espiritual y religiosa, Terapia ocupacional, Trabajo social, Unidad de accidentes de tráfico, Unidad del Dolor.
En cuanto a las Especialidades dispone de Consultas de: Oftalmología, Cirugía Plástica, Nutrición y Dietética, Urología, Geriatría, Rehabilitación, Traumatología, Medicina del Deporte.